# Pseudoyersinia canariensis
Pseudoyersinia canariensis — вид богомолів роду Pseudoyersinia. Дрібні богомоли з укороченими крилами та надкрилами, поширені на острові Ла-Пальма з архіпелагу Канарські острови.

## Опис
Маленькі богомоли жовтуватого кольору, довжина тіла складає всього 2,1-2,5 см. Фасеткові очі конічні, без горбика на верхівці. Краї передньоспинки з дрібними зубцями по краю. Передні стегна тонкі. Черевце розширене до задньої частини. Церки короткі.

## Спосіб життя та ареал
Мешкає на висотах 100-1600 м над рівнем моря у лісах, чагарниках та на луках. Найчастіше трапляється в центральній частині острова, де мешкає на крайніх освітлених сонцем гілочках сосни канарської або на листі чагарників родини бобових. Самиця відкладає оотеку або на гілках чагарників, або на скелях.
Вид поширений на острові Ла-Пальма з архіпелагу Канарські острови.

## Охорона
У 2016 році вид було внесено до Червоного списку Міжнародного союзу охорони природи зі статусом «зникаючий». Популяція потроху скорочується, основною загрозою є зникнення місць мешкання через господарчу діяльність людини.